# François Lapierre (évêque)
Pour les articles homonymes, voir François Lapierre et Lapierre.
François Lapierre, né le 16 juillet 1941 à Bromont (Québec), est un prélat catholique québécois, onzième évêque de Saint-Hyacinthe de 1998 à 2017.

## Biographie

### Formation
Il mène ses études à Granby, au séminaire des Missions étrangères de Québec à Laval et obtient son baccalauréat au séminaire de Saint-Hyacinthe en 1961. Puis, en septembre 1962, il entreprend des études théologiques au séminaire des Missions étrangères de Pont-Viau. Le 13 mai 1965, il est accepté en tant que membre perpétuel de la Société des missions étrangères de la province de Québec puis est ordonné prêtre le 18 décembre. En 1966, il part au Mexique pour étudier l'espagnol. Il parle aujourd'hui sept langues, dont un dialecte autochtone sud-américain

### Ministères
De 1967 à 1971, il occupe la charge de missionnaire dans le diocèse d'Ica au Pérou, ainsi que celle de curé et chapelain de l'Union nationale des étudiants catholiques. À partir de 1971 et jusqu'en 1973, il est animateur missionnaire au Québec où il fonde le groupe « Yanik » ancêtre du Mouvement des étudiants chrétiens du Québec. En 1973, il devient membre du Conseil central de la Société des Missions étrangères de la province de Québec, animateur missionnaire auprès des jeunes et membre de l'exécutif de l'Entraide missionnaire et du Conseil canadien de Coopération internationale jusqu'en 1979.
Le 10 mars 1975, il est incardiné dans le diocèse de Saint-Hyacinthe.
Entre 1979 et 1983, il travaille en tant que missionnaire au Guatemala et au Honduras, puis devient, en 1983, aumônier du Mouvement international des étudiants catholiques et, à partir de 1986, aumônier du Mouvement international des Intellectuels catholiques.
Il quitte ces fonctions en 1991 pour devenir supérieur général de la Société des missions étrangères de la province de Québec jusqu'en 1998.
Élu évêque du diocèse de Saint-Hyacinthe le 7 avril 1998, il est consacré le 16 juin 1998, en la Cathédrale de Saint-Hyacinthe, par Mgr Langevin, évêque émérite du diocèse.
Mgr Lapierre est président du Comité sur les rapports interculturels et interreligieux de l'Assemblée des Évêques catholiques du Québec, membre du Comité de l'éducation chrétienne, président de la Fondation canadienne de la vidéo religieuse et délégué de la Commission épiscopale pour l'Unité chrétienne, les relations religieuses avec les Juifs et le dialogue inter-religieux entre anglicans et catholiques.
Sa démission de sa charge épiscopale est acceptée le 28 juin 2017. 